# Sorundatårta
Sorundatårta är en svensk tårta av mördeg med i huvudsak äppelmosfyllning från Sorunda socken. Tårtans historia är belagd sedan 1800-talet.

## Historia
Tårtan är belagd sedan 1800-talet, men antas vara äldre än så. Ursprunget för tårtan räknas till Sorunda socken i södra Stockholms län.
Recepten på tårtan har inte sällan gått i arv, och har därför sett olika ut i olika släkter. Traditionellt har tårtan framför allt serverats vid högtidliga tillfällen så som dop, bröllop, midsommar och andra fester, samt begravningar.
Föreningen Sorunda Hemslöjdsvänner varumärkesskyddade Sorundatårta nationellt 2013. Varumärkesskyddet förnyades 2023 i ytterligare tio år.
Tidningen Buffé, som ges ut av Ica, har utsett Sorundatårtan till Södermanlands landskapsrätt.
Enligt Föreningen Sorunda Hemslöjdsvänner fanns det 2013 cirka tio professionellt verksamma bagare och konditorer som tillverkade Sorundatårtor.

## Tillagning och servering
Tårtan görs av mördegsbottnar som varvas med äppelmos. Tårtans lock dekoreras traditionellt med symboler i mördeg. Symbolerna kan då till exempel vara solhjul som symboliserar liv, kärvar som symboliserar fruktbarhet, evighetstecken, eller kors som symboliserar döden. Även andra symboler av till exempel frukt förekommer.
I vissa recept används plommon- eller katrinplommonmos i stället för eller tillsammans med äppelmoset. Varianten med katrinplommonmos har, till följd av sin mörkare färg, traditionellt varit vanligare vid begravningar. Den varianten kallades därför ibland även för Begravningstårta.
Tårtan kan serveras med till exempel vispad grädde eller färska bär som fika eller dessert.